# Księstwo ziębickie

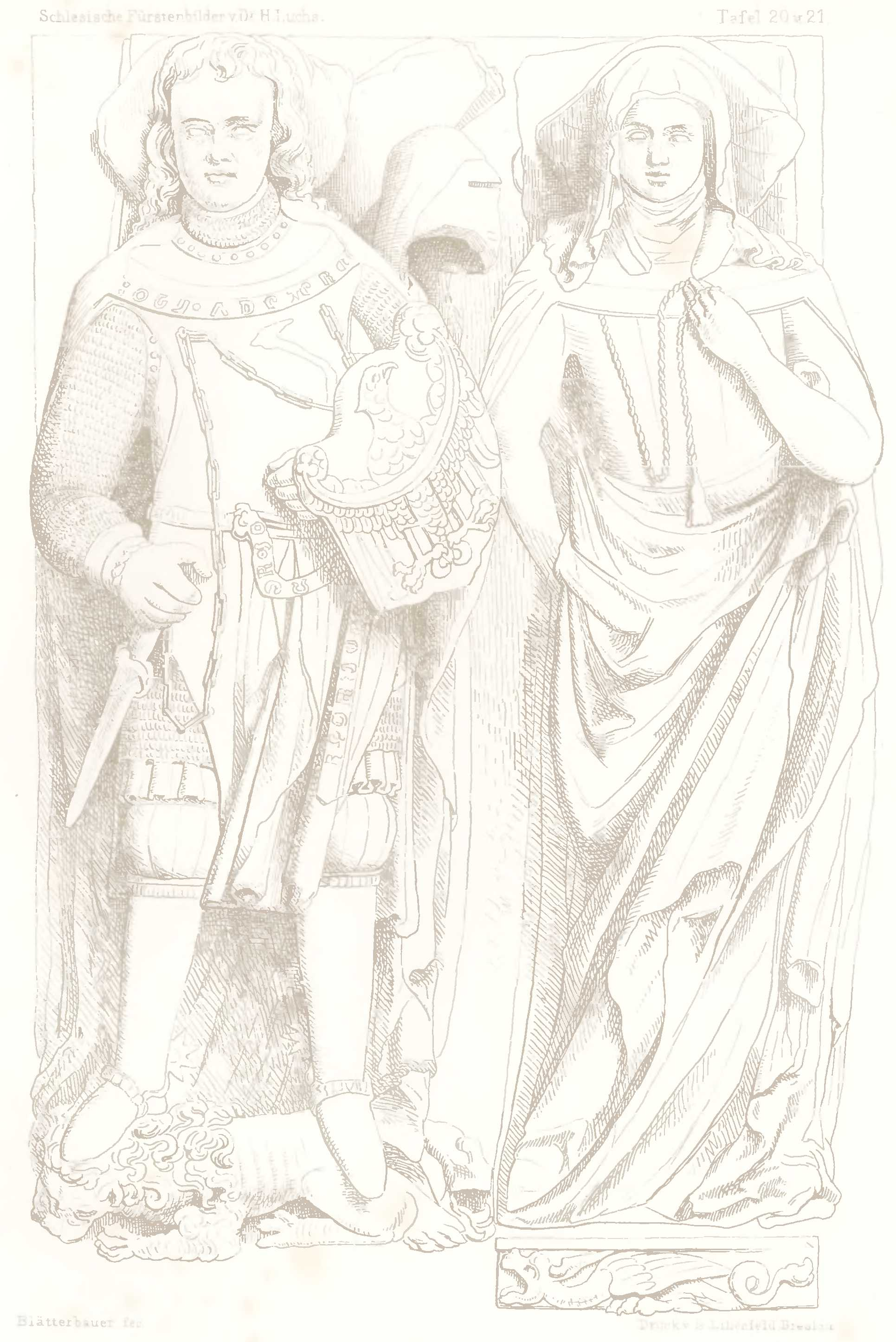
Pierwszy ks. ziębicki Bolko II z żoną Gutą, na tumbie (w Henrykowie)

Księstwo ziębickie (łac. Ducatus Monsterbergensis, niem. Herzogtum Münsterberg) – dawne księstwo śląskie ze stolicą w Ziębicach, istniejące na obszarze obecnego Dolnego Śląska w latach 1321/1322–1742. Obszar dawnego księstwa ziębickiego zbliżony był do obecnego powiatu ząbkowickiego. Powstało poprzez wydzielenie z księstwa świdnickiego i pozostawało we władzy książąt z dynastii Piastów do 1428 i ponownie od 1542 do 1551 r.
Księstwo obejmowało miasta Ziębice, Bardo, Złoty Stok i Ząbkowice Śląskie, a w początkach swojego istnienia Kąty Wrocławskie, Sobótkę, Strzelin, Wiązów, Srebrną Górę i Dzierżoniów.

## Historia księstwa
Po śmierci księcia Henryka IV Probusa w 1290 r., w związku z podziałem dzielnicowym księstwa wrocławskiego, Ziębice i okolice znalazły się w granicach Księstwa świdnickiego, rządzonego przez księcia Bolka I Surowego. Po śmierci Bolka I w 1301 roku, zgodnie z zasadą podziałów dynastycznych, księstwo świdnickie przypadło w udziale nieletnim synom Bolka I: Bernardowi, Henrykowi i Bolkowi II. W 1322 r. najmłodszy z synów Bolko otrzymał we władanie wschodnią część księstwa świdnickiego z Ziębicami i Ząbkowicami, a Ziębice obrał za swoją siedzibę przybierając imię Bolka II. Powstało w ten sposób samodzielne piastowskie księstwo ziębickie. W latach 1327–1329 król Czech – Jan Luksemburski zmusił do złożenia hołdu lennego większość książąt śląskich. Bolko II początkowo opierał się naleganiom czeskim, lecz uległ ostatecznie 1336 r., składając hołd lenny królowi Czech. Od tego momentu aż po 1742 r. księstwo ziębickie oraz cały Śląsk znajdowało się przy koronie czeskiej. Piastowskie księstwo ziębickie, istniało jeszcze do 1428 r. do czasu śmierci ostatniego Piasta ziębickiego – Jana ziębickiego, który poległ w bitwie z husytami pod Starym Wielisławiem.
Po wojnie obszar księstwa włączono do posiadłości koronnych i utworzono ziębicki dystrykt miejski. W 1454 r. Władysław Pogrobowiec przekazał księstwo namiestnikowi i wielkorządcy królestwa czeskiego Jerzemu z Podiebradów. W 1455 roku od cesarza Fryderyka III Habsburga Jerzy z Podiebradów uzyskał nadanie księstwa ziębickiego jako lenno dla swoich synów. Od 1455 roku aż do 1569 roku księstwo było własnością Podiebradów (jedynie z niewielką przerwą, gdy w latach 1480–1489 Maciej Korwin podporządkował sobie księstwo wraz z innymi księstwami śląskimi). Książę Karol I z rodu Podiebradów w 1524 roku obrał Ząbkowice Śląskie za swoją siedzibę i rozpoczął budowę rezydencji – pierwszego renesansowego zamku na Śląsku. Od tego czasu Ząbkowice stały się stolicą księstwa ziębickiego i siedzibą władzy administracyjnej i sądowniczej. Panowanie Podiebradów trwało do 1569 roku, z przerwą na lata 1542–1551, gdy powróciło we władanie Piastów, po objęciu przez księcia Fryderyka II legnickiego w 1542. Po zrzeczeniu się praw do korony węgierskiej, od 1551 do 1559 nominalną księżną ziębicką była królewna polska Izabela Jagiellonka. Po 1569 roku księstwo ponownie stało się własnością koronną. W dniu 30 maja 1570 roku na zamku w Pradze stany księstwa ziębickiego złożyły hołd lenny cesarzowi Maksymilianowi II Habsburgowi. Cesarz nadał księstwu konstytucję krajową, w której zobowiązał się do zachowania wszystkich dotychczasowych przywilejów, oraz przyrzekł stanom, że księstwo ziębickie z Ziębicami i Ząbkowicami Śl. na zawsze pozostanie przy koronie czeskiej i nie będzie przedmiotem zastawu ani sprzedaży. Od 1570 roku księstwem w imieniu cesarza administrował starosta krajowy. W 1654 r. cesarz Ferdynand III Habsburg za zasługi dla dworu habsburskiego w wojnie trzydziestoletniej nadał księstwo ziębickie w dziedziczne posiadanie księciu Johannowi Weikhardowi von Auerspergowi. Auerspergowie rządzili w księstwie aż do 1791 roku. W 1740 r. wojska pruskie pod dowództwem króla Fryderyka II niespodziewanie zajęły Śląsk rozpoczynając trwające do 1763 roku wojny śląskie. Na mocy pokoju wrocławskiego z 11 czerwca 1742 roku niemal cały Śląsk znajdujący się dotąd w Królestwie Czeskim został włączony do Prus. W 1742 roku Fryderyk II w nowej prowincji dokonał zmian w administracji, dzieląc dotychczasowe księstwo na dwa powiaty – ziębicki i ząbkowicki, zgodnie z wcześniejszym podziałem na dystrykty miejskie. Po podziale księstwo przestało istnieć jako jednostka administracji państwowej. Taki podział, oraz granice księstwa ziębickiego, którego nazwę stosowano do 1815 r., pozostały praktycznie aż do 1932 r. mimo podejmowanych kilku reform administracyjnych.

## Granice księstwa
W połowie XVIII w. skrystalizowały się granice księstwa ziębickiego, które w dużej mierze przypominają granice powiatu ząbkowickiego. Granica zachodnia przechodziła grzbietami Gór Sowich, Bardzkich i Złotych, przez które księstwo graniczyło z Hrabstwem Kłodzkim. Granica południowo-wschodnia z księstwem nyskim – księstwem biskupów wrocławskich – przebiegała od szczytu Jawornika Wielkiego w Górach Złotych aż po miejscowość Szklary w pobliżu Ziębic. Fragment tej granicy w pobliżu Ziębic stanowiła granica św. Jana. Od wschodu i północnego wschodu księstwo ziębickie graniczyło przez Wzgórza Strzelińskie i Dolinę Oławy z księstwem legnicko-brzeskim. Najbardziej płynną była granica północno-zachodnia i północna na Nizinie Śląskiej z księstwem świdnickim.

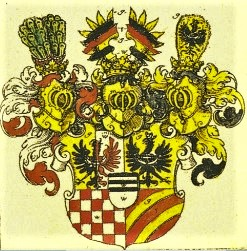
Herb księstwa ziębicko-oleśnickiego
Herb Podiebradów w XVI w. Herb ks. w polu

## Kalendarium
do 1290 – Ziębice w granicach księstwa wrocławskiego w rozbitej dzielnicowo Polsce
1290–1322 – Ziębice w granicach księstwa świdnickiego w rozbitej dzielnicowo Polsce
1322–1336 – samodzielne piastowskie księstwo ziębickie
1336–1428 – piastowskie księstwo ziębickie, pod zwierzchnictwem Korony Czeskiej
1428–1542 – księstwo ziębickie pod panowaniem rodów czeskich, pod zwierzchnictwem Korony Czeskiej, a także przejściowo Korony Węgierskiej w latach 1480-tych
1542–1551 – piastowskie księstwo ziębickie, związane z księstwem legnicko-wołowsko-brzeskim, pod zwierzchnictwem Korony Czeskiej
1551–1569 – księstwo ziębickie pod panowaniem czeskiego rodu Podiebradów, pod zwierzchnictwem Korony Czeskiej
1569–1654 – księstwo ziębickie pod bezpośrednim panowaniem królów czeskich.
1654–1791 – księstwo ziębickie pod panowaniem austriackiego rodu Auerspergów, pod zwierzchnictwem Korony Czeskiej do 1742
od 1742 – księstwo ziębickie przechodzi pod panowanie Prus.
1742 – księstwo ziębickie zostało podzielone na dwa powiaty: ziębicki i ząbkowicki.